# Генерал-Инзово
Генерал-Инзово (болг. Генерал Инзово) — село в Болгарии. Находится в Ямболской области, входит в общину Тунджа. Население составляет 910 человек.

## История
Изначальное имя села — Ак-Бунар (в переводе с турецкого: Белый колодец). Возникло как поселение вокруг чифлика богатого турецкого землевладельца. Решением Берлинского конгресса, село окакзалось на территории Восточной Румелии. В 1885 г. – в результате Соединения, вошло в состав Българии. 
До начала XX века большинство селян Ак-Бунара составляли греки. В 1924-1925 годах, согласно болгаро-греческому договору о размене населения, много здешних греков переселилось в Грецию — г. обр. в село Либаново (переименовано греческими властями в Эгинио), в Эгейской Македонии. На их место прибыли болгарские беженцы из Беломорской Фракии, выстроившие в Ак-Бунаре отдельный квартал (махалу). Из-за бытовых различий и взаимной неприязни между беженцами и старожилами, смешанные браки поначалу были очень редки. К нашему времени неприязнь преодолена и сохранилась лишь в воспоминаниях.
В 1926 г. здесь на пожертвования благотворителей была основана библиотека «Пробуда» (ныне содержит 12 000 томов). Указом Бориса III от 1938 года Ак-Бунар был переименован в Генерал-Инзово: в честь русского генерала И. Н. Инзова, основателя города Болград — столицы болгарских поселений в Бессарабии. В 1951 г. название села было упрошено в Инзово. В 1975 г. восстановлено имя Генерал-Инзово. В 2018 г. в селе был торжественно открыт памятник генералу И. Н. Инзову (к 250-летию со дня рождения).

## Культура
Село располагает этнографическим музеем, построенным по образцу старой сельской «кыщи». В нём собраны предметы старого быта, ценные документы, старинное оружие.
Фольклорный ансамбль «Инзово» — активный участник фестивалей «Копривщица», «Мараш пее», «Кенана», «Петрова нива» (в Бакаджике), «Добруджа» и др.

## Политическая ситуация
В местном кметстве Видинци, в состав которого входит Генерал-Инзово, должность кмета (старосты) исполняет, по результатам выборов, Янка Никова Лилова (Болгарская социал-демократия (БСД)).
Кмет (мэр) общины Тунджа — Георги Стоянов Георгиев (коалиция в составе 2 партий: Болгарская социалистическая партия (БСП) и Болгарская социал-демократия (БСД)) по результатам выборов.